# Globus d'Or a la millor actriu en sèrie de televisió musical o còmica
El Globus d'Or a la millor actriu de sèrie de televisió dramàtica va ser lliurat per primera vegada l'any 1969 per l'associació de la premsa estrangera de Hollywood. Aquest guardó s'atorga a la protagonista d'una sèrie de televisió dramàtica, principalment en territori estatunidenc.

## Guardonats per any

### 1972-2000
| Any  | Guanyadora                    | Sèrie                                            |
| ---- | ----------------------------- | ------------------------------------------------ |
| 1972 | Mary Tyler Moore              | The Mary Tyler Moore Show                        |
| 1973 | Jean Stapleton                | All in the Family                                |
| 1974 | Jean Stapleton Cher           | All in the Family The Sonny and Cher Comedy Hour |
| 1975 | Valerie Harpe                 | Rhoda                                            |
| 1976 | Cloris Leachman               | Phyllis                                          |
| 1977 | Carol Burnett                 | The Carol Burnett Show                           |
| 1978 | Carol Burnett                 | The Carol Burnett Show                           |
| 1979 | Linda Lavin                   | Alice                                            |
| 1980 | Linda Lavin                   | Alice                                            |
| 1981 | Katherine Helmond             | Soap                                             |
| 1982 | Eileen Brennan                | Private Benjamin                                 |
| 1983 | Debbie Allen                  | Fame                                             |
| 1984 | Joanna Cassidy                | Buffalo Bill                                     |
| 1985 | Shelley Long                  | Cheers                                           |
| 1986 | Cybill Shepherd Estelle Getty | Moonlighting The Golden Girls                    |
| 1987 | Cybill Shepherd               | Moonlighting                                     |
| 1988 | Tracey Ullman                 | The Tracey Ullman Show                           |
| 1989 | Candice Bergen                | Murphy Brown                                     |
| 1990 | Jamie Lee Curtis              | Anything But Love                                |
| 1991 | Kirstie Alley                 | Cheers                                           |
| 1992 | Candice Bergen                | Murphy Brown                                     |
| 1993 | Roseanne Barr                 | Roseanne                                         |
| 1994 | Helen Hunt                    | Mad About You                                    |
| 1995 | Helen Hunt                    | Mad About You                                    |
| 1996 | Cybill Shepherd               | Cybill                                           |
| 1997 | Helen Hunt                    | Mad About You                                    |
| 1998 | Calista Flockhart             | Ally McBeal                                      |
| 1999 | Jenna Elfman                  | Dharma & Greg                                    |
| 2000 | Sarah Jessica Parker          | Sex and the City                                 |

### Dècada del 2000
| Any  | Candidates           | Candidates           | Sèrie                               | Paper                     |
| ---- | -------------------- | -------------------- | ----------------------------------- | ------------------------- |
| 2001 | Sarah Jessica Parker | Sarah Jessica Parker | Sex and the City                    | Carrie Bradshaw           |
| 2001 | Sarah Jessica Parker | Calista Flockhart    | Ally McBeal                         | Ally McBeal               |
| 2001 | Sarah Jessica Parker | Jane Kaczmarek       | Malcolm in the Middle               | Lois Wilkerson            |
| 2001 | Sarah Jessica Parker | Heather Locklear     | Spin City                           | Caitlin Moore             |
| 2001 | Sarah Jessica Parker | Bette Midler         | Bette                               | Bette                     |
| 2002 | Sarah Jessica Parker | Sarah Jessica Parker | Sex and the City                    | Carrie Bradshaw           |
| 2002 | Sarah Jessica Parker | Calista Flockhart    | Ally McBeal                         | Ally McBeal               |
| 2002 | Sarah Jessica Parker | Jane Kaczmarek       | Malcolm in the Middle               | Lois Wilkerson            |
| 2002 | Sarah Jessica Parker | Heather Locklear     | Spin City                           | Caitlin Moore             |
| 2002 | Sarah Jessica Parker | Debra Messing        | Will & Grace                        | Grace Adler               |
| 2003 | Jennifer Aniston     | Jennifer Aniston     | Friends                             | Rachel Green              |
| 2003 | Jennifer Aniston     | Bonnie Hunt          | Life with Bonnie                    | Bonnie Molloy             |
| 2003 | Jennifer Aniston     | Jane Kaczmarek       | Malcolm in the Middle               | Lois Wilkerson            |
| 2003 | Jennifer Aniston     | Debra Messing        | Will & Grace                        | Grace Adler               |
| 2003 | Jennifer Aniston     | Sarah Jessica Parker | Sex and the City                    | Carrie Bradshaw           |
| 2004 | Sarah Jessica Parker | Sarah Jessica Parker | Sex and the City                    | Carrie Bradshaw           |
| 2004 | Sarah Jessica Parker | Bonnie Hunt          | Life with Bonnie                    | Bonnie Molloy             |
| 2004 | Sarah Jessica Parker | Reba McEntire        | Reba                                | Reba Nell Hart            |
| 2004 | Sarah Jessica Parker | Debra Messing        | Will & Grace                        | Grace Adler               |
| 2004 | Sarah Jessica Parker | Bitty Schram         | Monk                                | Sharona Fleming           |
| 2004 | Sarah Jessica Parker | Alicia Silverstone   | Miss Match                          | Kate Fox                  |
| 2005 | Teri Hatcher         | Teri Hatcher         | Desperate Housewives                | Susan Mayer               |
| 2005 | Teri Hatcher         | Marcia Cross         | Desperate Housewives                | Bree Van De Kamp          |
| 2005 | Teri Hatcher         | Felicity Huffman     | Desperate Housewives                | Lynette Scavo             |
| 2005 | Teri Hatcher         | Debra Messing        | Will & Grace                        | Grace Adler               |
| 2005 | Teri Hatcher         | Sarah Jessica Parker | Sex and the City                    | Carrie Bradshaw           |
| 2006 | Mary-Louise Parker   | Mary-Louise Parker   | Weeds                               | Nancy Botwin              |
| 2006 | Mary-Louise Parker   | Marcia Cross         | Desperate Housewives                | Bree Van De Kamp          |
| 2006 | Mary-Louise Parker   | Teri Hatcher         | Desperate Housewives                | Susan Mayer               |
| 2006 | Mary-Louise Parker   | Felicity Huffman     | Desperate Housewives                | Lynette Scavo             |
| 2006 | Mary-Louise Parker   | Eva Longoria         | Desperate Housewives                | Gabrielle Solis           |
| 2007 | America Ferrera      | America Ferrera      | Ugly Betty                          | Betty Suarez              |
| 2007 | America Ferrera      | Marcia Cross         | Desperate Housewives                | Bree Van De Kamp          |
| 2007 | America Ferrera      | Felicity Huffman     | Desperate Housewives                | Lynette Scavo             |
| 2007 | America Ferrera      | Julia Louis-Dreyfus  | The New Adventures of Old Christine | Christine Campbell        |
| 2007 | America Ferrera      | Mary-Louise Parker   | Weeds                               | Nancy Botwin              |
| 2008 | Tina Fey             | Tina Fey             | 30 Rock                             | Liz Lemon                 |
| 2008 | Tina Fey             | Christina Applegate  | Samantha ¿qué?                      | Samantha "Sam" Newly      |
| 2008 | Tina Fey             | America Ferrera      | Ugly Betty                          | Betty Suarez              |
| 2008 | Tina Fey             | Anna Friel           | Pushing Daisies                     | Charlotte "Chuck" Charles |
| 2008 | Tina Fey             | Mary-Louise Parker   | Weeds                               | Nancy Botwin              |
| 2009 | Tina Fey             | Tina Fey             | 30 Rock                             | Liz Lemon                 |
| 2009 | Tina Fey             | Christina Applegate  | Samantha ¿qué?                      | Samantha "Sam" Newly      |
| 2009 | Tina Fey             | America Ferrera      | Ugly Betty                          | Betty Suarez              |
| 2009 | Tina Fey             | Debra Messing        | The Starter Wife                    | Molly Kagan               |
| 2009 | Tina Fey             | Mary-Louise Parker   | Weeds                               | Nancy Botwin              |

### Dècada del 2010
| Any  | Candidates           | Candidates           | Sèrie                                | Paper                           |
| ---- | -------------------- | -------------------- | ------------------------------------ | ------------------------------- |
| 2010 | Toni Collette        | Toni Collette        | United States of Tara                | Tara Gregson                    |
| 2010 | Toni Collette        | Courteney Cox        | Cougar Town                          | Jules Cobb                      |
| 2010 | Toni Collette        | Edie Falco           | Nurse Jackie                         | Jackie Peyton                   |
| 2010 | Toni Collette        | Tina Fey             | 30 Rock                              | Liz Lemon                       |
| 2010 | Toni Collette        | Lea Michele          | Glee                                 | Rachel Berry                    |
| 2011 | Laura Linney         | Laura Linney         | The Big C                            | Cathy Jamison                   |
| 2011 | Laura Linney         | Toni Collette        | United States of Tara                | Tara                            |
| 2011 | Laura Linney         | Edie Falco           | Nurse Jackie                         | Jackie Peyton                   |
| 2011 | Laura Linney         | Tina Fey             | 30 Rock                              | Liz Lemon                       |
| 2011 | Laura Linney         | Lea Michele          | Glee                                 | Rachel Berry                    |
| 2012 | Laura Dern           | Laura Dern           | Enlightened                          | Amy Jellicoe                    |
| 2012 | Laura Dern           | Zooey Deschanel      | New Girl                             | Jessica Day                     |
| 2012 | Laura Dern           | Tina Fey             | 30 Rock                              | Liz Lemon                       |
| 2012 | Laura Dern           | Laura Linney         | The Big C                            | Cathy Jamison                   |
| 2012 | Laura Dern           | Amy Poehler          | Parks and Recreation                 | Leslie Knope                    |
| 2013 | Lena Dunham          | Lena Dunham          | Girls                                | Hannah Horvath                  |
| 2013 | Lena Dunham          | Zooey Deschanel      | New Girl                             | Jessica Day                     |
| 2013 | Lena Dunham          | Tina Fey             | 30 Rock                              | Liz Lemon                       |
| 2013 | Lena Dunham          | Julia Louis-Dreyfus  | Veep                                 | Selina Meyer                    |
| 2013 | Lena Dunham          | Amy Poehler          | Parks and Recreation                 | Leslie Knope                    |
| 2014 | Gina Rodriguez       | Gina Rodriguez       | Jane the Virgin                      | Jane Gloriana Villanueva        |
| 2014 | Gina Rodriguez       | Taylor Schilling     | Orange Is the New Black              | Piper Chapman                   |
| 2014 | Gina Rodriguez       | Lena Dunham          | Girls                                | Hannah Horvath                  |
| 2014 | Gina Rodriguez       | Edie Falco           | Nurse Jackie                         | Jackie Peyton                   |
| 2014 | Gina Rodriguez       | Julia Louis-Dreyfus  | Veep                                 | Selina Meyer                    |
| 2015 | Rachel Bloom         | Rachel Bloom         | Crazy Ex-Girlfriend                  | Rebecca Bunch                   |
| 2015 | Rachel Bloom         | Jamie Lee Curtis     | Scream Queens                        | Cathy Munsch                    |
| 2015 | Rachel Bloom         | Gina Rodriguez       | Jane the Virgin                      | Jane Gloriana Villanueva        |
| 2015 | Rachel Bloom         | Lily Tomlin          | Grace & Frankie                      | Frankie Bergstein               |
| 2015 | Rachel Bloom         | Julia Louis-Dreyfus  | Veep                                 | Selina Meyer                    |
| 2016 | Tracee Ellis Ross    | Tracee Ellis Ross    | black-ish                            | Rainbow "Bow" Johnson           |
| 2016 | Tracee Ellis Ross    | Rachel Bloom         | Crazy Ex-Girlfriend                  | Rebecca Bunch                   |
| 2016 | Tracee Ellis Ross    | Gina Rodriguez       | Jane the Virgin                      | Jane Gloriana Villanueva        |
| 2016 | Tracee Ellis Ross    | Sarah Jessica Parker | Divorce                              | Frances Dufresne                |
| 2016 | Tracee Ellis Ross    | Julia Louis-Dreyfus  | Veep                                 | Selina Meyer                    |
| 2017 | Rachel Brosnahan     | Rachel Brosnahan     | The Marvelous Mrs. Maisel            | Miriam "Midge" Maisel           |
| 2017 | Rachel Brosnahan     | Tracee Ellis Ross    | black-ish                            | Rainbow "Bow" Johnson           |
| 2017 | Rachel Brosnahan     | Pamela Adlon         | Better Things                        | Sam Fox                         |
| 2017 | Rachel Brosnahan     | Alison Brie          | GLOW                                 | Ruth "Zoya the Destroya" Wilder |
| 2017 | Rachel Brosnahan     | Issa Rae             | Insecure                             | Issa Dee                        |
| 2018 | Rachel Brosnahan     | Rachel Brosnahan     | The Marvelous Mrs. Maisel            | Miriam "Midge" Maisel           |
| 2018 | Rachel Brosnahan     | Kristen Bell         | The Good Place                       | Eleanor Shellstrop              |
| 2018 | Rachel Brosnahan     | Candice Bergen       | Murphy Brown                         | Murphy Brown                    |
| 2018 | Rachel Brosnahan     | Alison Brie          | GLOW                                 | Ruth Wilder                     |
| 2018 | Rachel Brosnahan     | Debra Messing        | Will & Grace                         | Grace Adler                     |
| 2019 | Phoebe Waller-Bridge | Phoebe Waller-Bridge | Fleabag                              | Fleabag                         |
| 2019 | Phoebe Waller-Bridge | Christina Applegate  | Dead to Me                           | Jen Harding                     |
| 2019 | Phoebe Waller-Bridge | Rachel Brosnahan     | The Marvelous Mrs. Maisel            | Miriam "Midge" Maisel           |
| 2019 | Phoebe Waller-Bridge | Kirsten Dunst        | On Becoming a God in Central Florida | Krystal Stubbs                  |
| 2019 | Phoebe Waller-Bridge | Natasha Lyonne       | Russian Doll                         | Nadia Vulvokov                  |

### Dècada del 2020
| Any  | Candidates                          | Candidates                         | Sèrie                                    | Paper                           |
| ---- | ----------------------------------- | ---------------------------------- | ---------------------------------------- | ------------------------------- |
| 2020 | Catherine O'Hara · Asmaa Abulyazeid | Catherine O'Hara                   | Schitt's Creek                           | Moira Rose                      |
| 2020 | Catherine O'Hara · Asmaa Abulyazeid | Lily Collins                       | Emily in Paris                           | Emily Cooper                    |
| 2020 | Catherine O'Hara · Asmaa Abulyazeid | Kaley Cuoco                        | The Flight Attendant                     | Cassie Bowden                   |
| 2020 | Catherine O'Hara · Asmaa Abulyazeid | Elle Fanning                       | The Great                                | Caterina II de Rússia           |
| 2020 | Catherine O'Hara · Asmaa Abulyazeid | Jane Levy Asmaa Abulyazeid         | Zoey's Extraordinary Playlist Miss Farah | Zoey Clarke Farah               |
| 2021 | Jean Smart                          | Jean Smart                         | Hacks                                    | Deborah Vance                   |
| 2021 | Jean Smart                          | Hannah Einbinder                   | Hacks                                    | Ava Daniels                     |
| 2021 | Jean Smart                          | Elle Fanning                       | The Great                                | Caterina II de Rússia           |
| 2021 | Jean Smart                          | Issa Rae                           | Insecure                                 | Issa Rae                        |
| 2021 | Jean Smart                          | Tracee Ellis Ross Asmaa Abulyazeid | black-ish Miss Farah                     | Dr. Rainbow "Bow" Johnson Farah |

| Any  | Candidates     | Sèrie                        | Paper            |
| ---- | -------------- | ---------------------------- | ---------------- |
| 2022 | Quinta Brunson | Abbott Elementary            | Janine Teagues   |
| 2022 | Kaley Cuoco    | The Flight Attendant         | Cassie Bowden    |
| 2022 | Selena Gomez   | Only Murders in the Building | Mabel Mora       |
| 2022 | Jenna Ortega   | Wednesday                    | Wednesday Addams |
| 2022 | Jean Smart     | Hacks                        | Deborah Vance    |